# Sossia (cràter)
Sossia és un cràter amb coordenades planetocèntriques de -35.95 ° de latitud nord i 76.9 ° de longitud est, sobre la superfície de l'asteroide del cinturó principal (4) Vesta. Fa 8.11 km de diàmetre. El nom adoptat com a oficial per la UAI el 28 de febrer de 2012 fa referència a Sossia, una verge vestal romana.